# Paris Béguin
Paris Béguin è un film francese del 1931 diretto da Augusto Genina.

## Distribuzione
La pellicola è stata distribuita nelle sale cinematografiche francesi a partire dal 9 ottobre 1931.